# Thea von Harbou
Thea von Harbou (Tauperlitz, 1888 - Berlín, 1954) va ser una escriptora i guionista de cinema alemanya de més de quaranta obres, especialitzada en el terreny de la ciència-ficció.
Entre els anys 1914 i 1920 va estar casada amb Rudolf Klein-Rogge, un actor de cinema alemany que acabaria realitzant papers destacats en films del director de cinema Fritz Lang i escrits per ella mateixa, com ara Spione, la saga del Doctor Mabuse, Die Nibelungen, o Metropolis. Posteriorment va casar-se amb Lang, amb el qual va col·laborar i va escriure molts dels guions de les seves pel·lícules, així com articles en revistes especialitzades.
És important destacar també la seva faceta d'activisme públic: al 1931 participa en una de les moltes manifestacions contra les reformes recents del Codi Penal alemany que criminalitzarien encara més l'avortament, generant una pandèmia d'un milió d'avortaments il·legals i milers de dones mortes cada any, i proclama en un comunicat "les dones no podem reconèixer moralment les lleis creades per homes, que no entenen la nostra agonia d'haver de carregar amb un fill que no podem alimentar, i que provoquen la nostra desigualtat constitucional en relació amb ells; al fer de la maternitat un baluard contra la participació de les dones en la vida política i econòmica."
El 1932, von Harbou es va mostrar simpaties pel Partit Nazi. Lang, opositor al nazisme, va fugir a Amèrica Amèrica tres mesos despés que Joseph Goebbels li proposés personalment ser el director de cinema per a la propaganda nazi. Von Harbau es va quedar a Alemanya i va prosperar sota el nou govern, no només com a guionista, sinó també com a directora dels drames Elisabeth und der Narr (1934) i Hannels Himmelfahrt (1934), tot i que la seva creativitat se'n va ressentir i ja mai més tornaria a tocar el gènere de la ciència-ficció.
Al final de la Segona Guerra Mundial, va passar a presó un breu període. Després de la seva posada en llibertat, va tornar a la indústria cinematogràfica, treballant en la sincronització de pel·lícules estrangeres. No obstant això, no va arribar al seu èxit anterior i la seva carrera va acabar a principis dels anys 50.

## Novel·les i guions cinematogràfics
- Deutsche Roman-Zeitung
- The Indian Tomb (1918).
- Metropolis; novel·la (1926) i posterior guió per la seva adaptació al cinema (1927).

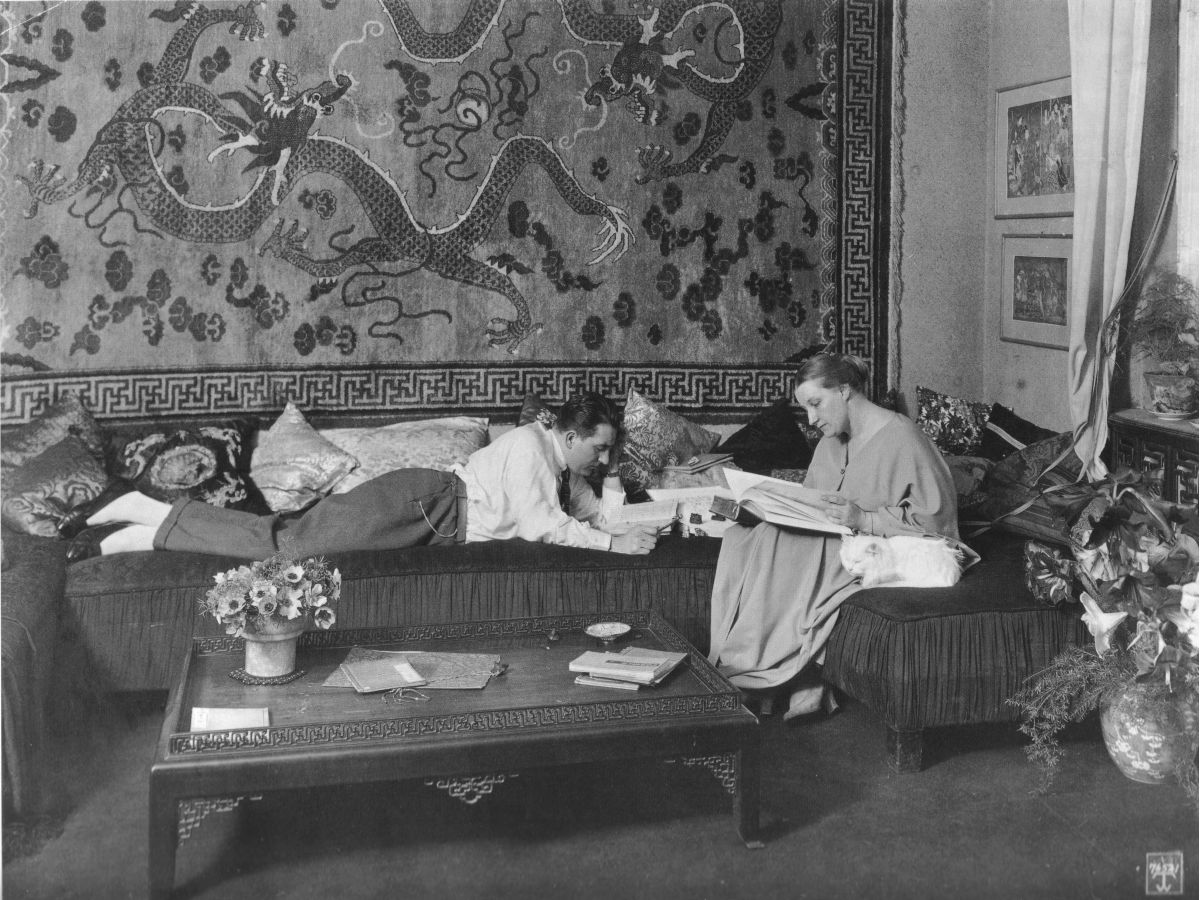
Fritz Lang i von Harbou a Berlín a la dècada del 1920.

- Die Frau im Mond (1929).